# Hautasaari (ö i Heinävesi, Kermajärvi)
Hautasaari är en ö i Finland. Den ligger i sjön Kermajärvi och i kommunen Heinävesi i den ekonomiska regionen  Nyslotts ekonomiska region  och landskapet Södra Savolax, i den sydöstra delen av landet, 300 km nordost om huvudstaden Helsingfors. Öns area är 5,9 hektar och dess största längd är 0,6 kilometer i öst-västlig riktning.